# East Lynne (film 1921)
East Lynne è un film muto del 1921 sceneggiato, diretto e prodotto da Hugo Ballin. Uscì nelle sale USA nel marzo del 1921. Remake del film britannico East Lynne di Dicky Winslow, che fu la prima delle numerose versioni cinematografiche del romanzo di Ellen Wood.

## Trama
Isabel Vane, credendo erroneamente che il marito la tradisca con Barbara Hare, lo lascia abbandonando anche i loro due bambini. Ritenuta morta in un incidente ferroviario, Isabel non fa niente per correggere l'equivoco. Il marito Archibald, pensandosi vedovo, si sposa con Barbara. Passati alcuni mesi, Isabel sente nostalgia dei suoi figli e si presenta per un lavoro come governante. Il suo bambino però si ammala e Isabel corre al suo capezzale. Ma il piccolo muore tra le sue braccia. Archibald vede la moglie, la riconosce e la perdona di averli abbandonati. Ma è Isabel che non riesce a perdonare sé stessa e la donna muore di crepacuore.

## Produzione
Il film fu prodotto da Hugo Ballin.

## Distribuzione
Uscì nelle sale USA nel marzo del 1921, distribuito dalla W.W. Hodkinson Corporation.